# Vers-Pont-du-Gard
Vers-Pont-du-Gard [vɛʁs pɔ̃ dy ɡaʁ], anciennement Vers, est une commune française située dans l'est du département du Gard en région Occitanie.
Exposée à un climat méditerranéen, elle est drainée par le Gardon, le Grand Vallat et par un autre cours d'eau. Incluse dans les gorges du Gardon, la commune possède un patrimoine naturel remarquable : deux sites Natura 2000 (« le Gardon et ses gorges » et les « gorges du Gardon ») et deux zones naturelles d'intérêt écologique, faunistique et floristique.
Vers-Pont-du-Gard est une commune rurale qui compte 1 758 habitants en 2022, après avoir connu une forte hausse de la population depuis 1962.  Ses habitants sont appelés les Versois ou  Versoises.
Elle est jumelée avec la commune suisse de Palézieux et la commune italienne de Santa Vittoria d'Alba.

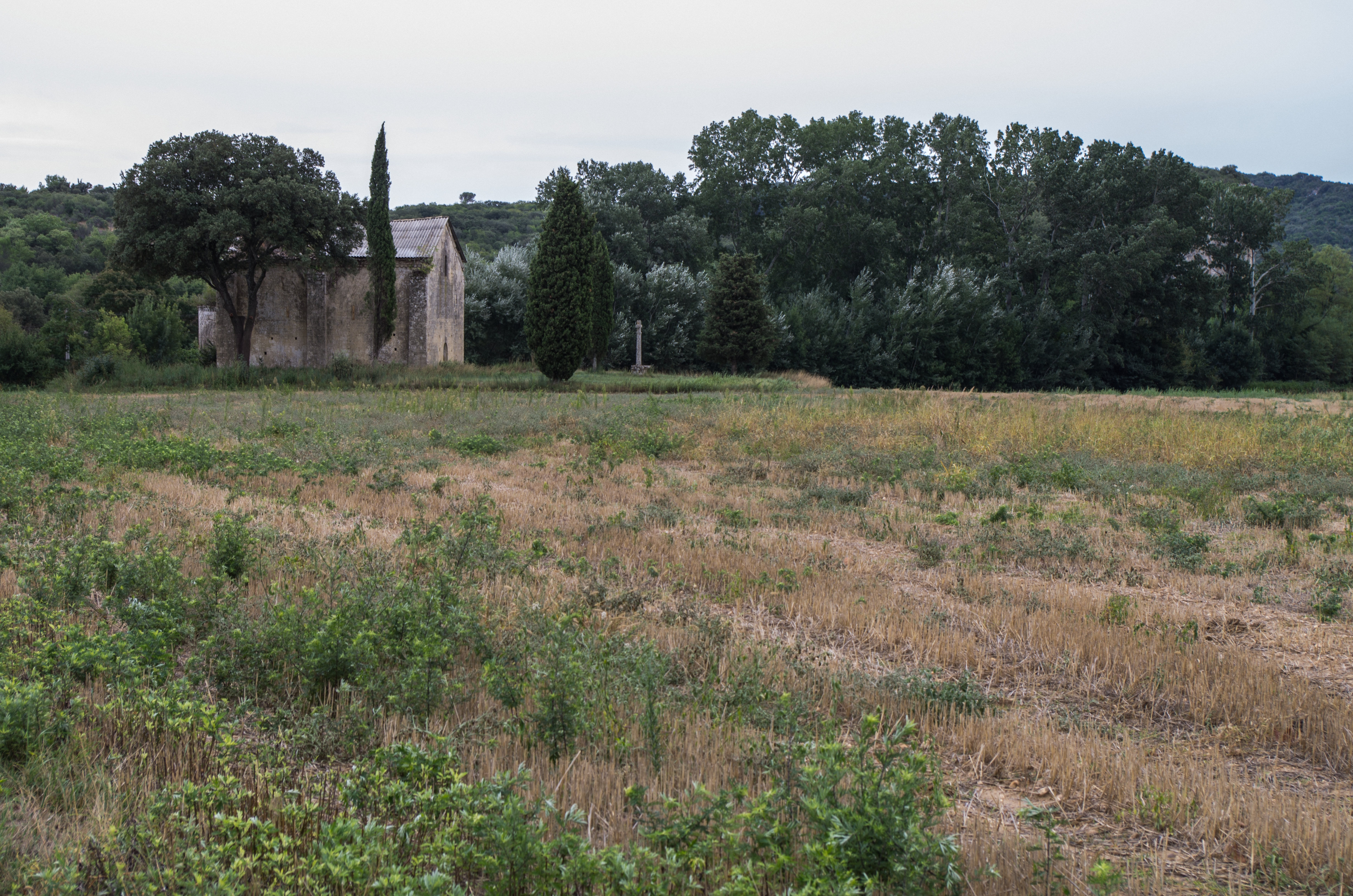
La Chapelle Saint-Pierre
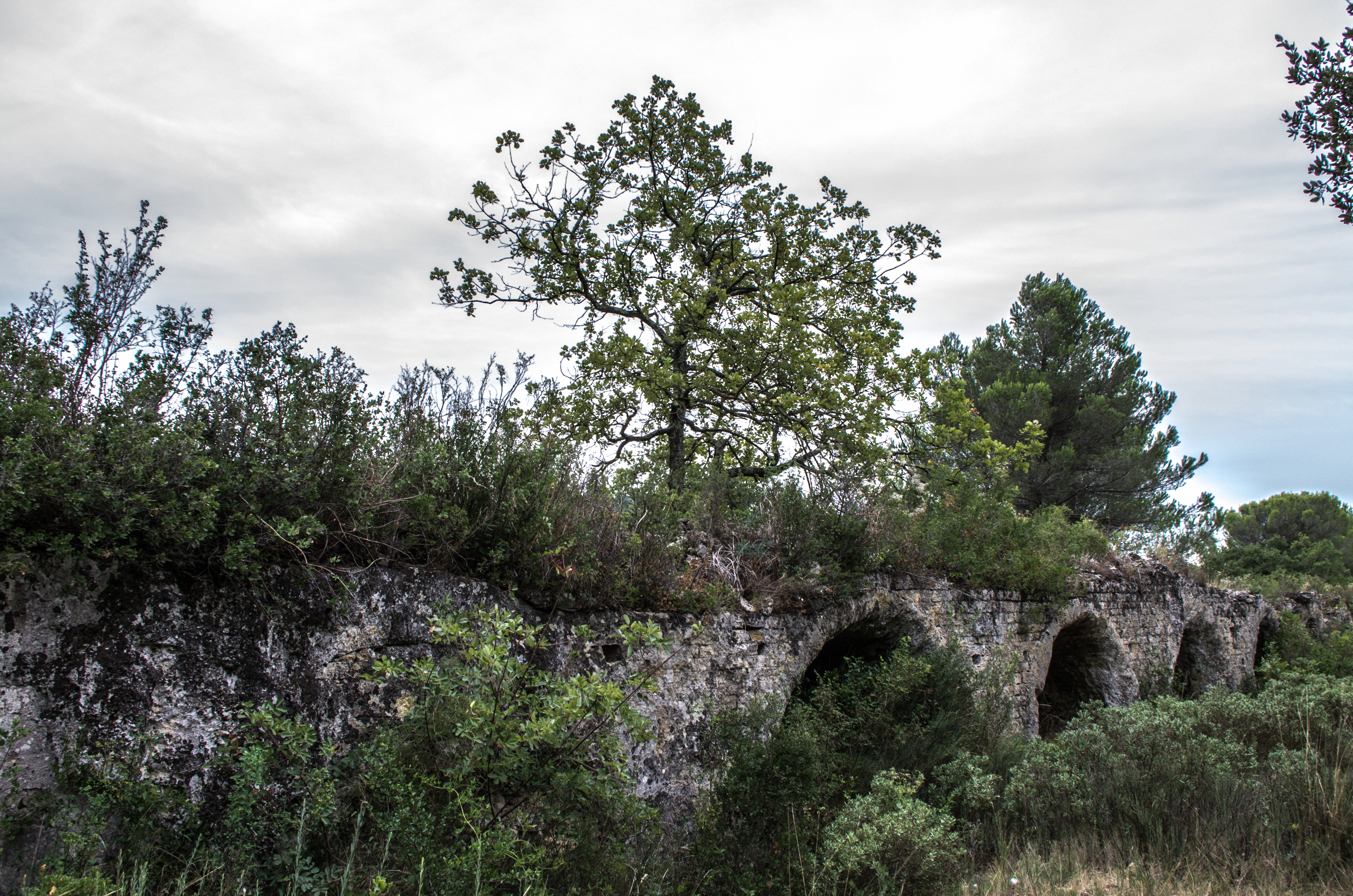
Vestiges romains

Le patrimoine architectural de la commune comprend six immeubles protégés au titre des monuments historiques : le pont du Gard et l'aqueduc de Nîmes, la grotte de la Salpêtrière, la grotte de la Balauzière, la chapelle Saint-Pierre de Vers-Pont-du-Gard, le château de Saint-Privat et la carrière de l'Estel Sud.

## Géographie

### Localisation
Niché dans la garrigue et traversé par le Gardon, Vers-Pont-du-Gard est un village situé dans le triangle Avignon-Nîmes-Uzès dans lequel se situe le pont du Gard.
Les communes limitrophes sont  Argilliers, Castillon-du-Gard, Collias, Flaux, Lédenon, Remoulins, Saint-Bonnet-du-Gard et Saint-Siffret.

### Climat
Pour des articles plus généraux, voir Climat de l'Occitanie et Climat du Gard.
En 2010, le climat de la commune est de type climat méditerranéen franc, selon une étude s'appuyant sur une série de données couvrant la période 1971-2000. En 2020, Météo-France publie une typologie des climats de la France métropolitaine dans laquelle la commune est exposée à un climat méditerranéen et est dans la région climatique Provence, Languedoc-Roussillon, caractérisée par une pluviométrie faible en été, un très bon ensoleillement (2 600 h/an), un été chaud (21,5 °C), un air très sec en été, sec en toutes saisons, des vents forts (fréquence de 40 à 50 % de vents > 5 m/s) et peu de brouillards.
Pour la période 1971-2000, la température annuelle moyenne est de 14,3 °C, avec une amplitude thermique annuelle de 17,6 °C. Le cumul annuel moyen de précipitations est de 762 mm, avec 6,2 jours de précipitations en janvier et 2,9 jours en juillet. Pour la période 1991-2020, la température moyenne annuelle observée sur la station météorologique la plus proche, située sur la commune d'Uzès à 10 km à vol d'oiseau, est de 14,5 °C et le cumul annuel moyen de précipitations est de 809,4 mm,. Pour l'avenir, les paramètres climatiques de la commune estimés pour 2050 selon différents scénarios d'émission de gaz à effet de serre sont consultables sur un site dédié publié par Météo-France en novembre 2022.

### Hydrographie
Le territoire de la commune est situé dans le Bassin Rhône-Méditerranée-Corse.
La commune est traversée par le Gardon, cours d'eau naturel non navigable de 127,6 km, qui prend sa source dans la commune de Saint-Martin-de-Lansuscle et se jette dans le Rhône au niveau de la commune de Vallabrègues.

### Milieux naturels et biodiversité

#### Espaces protégés
La protection réglementaire est le mode d’intervention le plus fort pour préserver des espaces naturels remarquables et leur biodiversité associée,.
La commune fait également partie des gorges du Gardon, un territoire  reconnu réserve de biosphère par l'UNESCO en 2015 pour l'importante biodiversité qui la caractérise, mariant garrigues, plaines agricoles et yeuseraies,.

#### Réseau Natura 2000

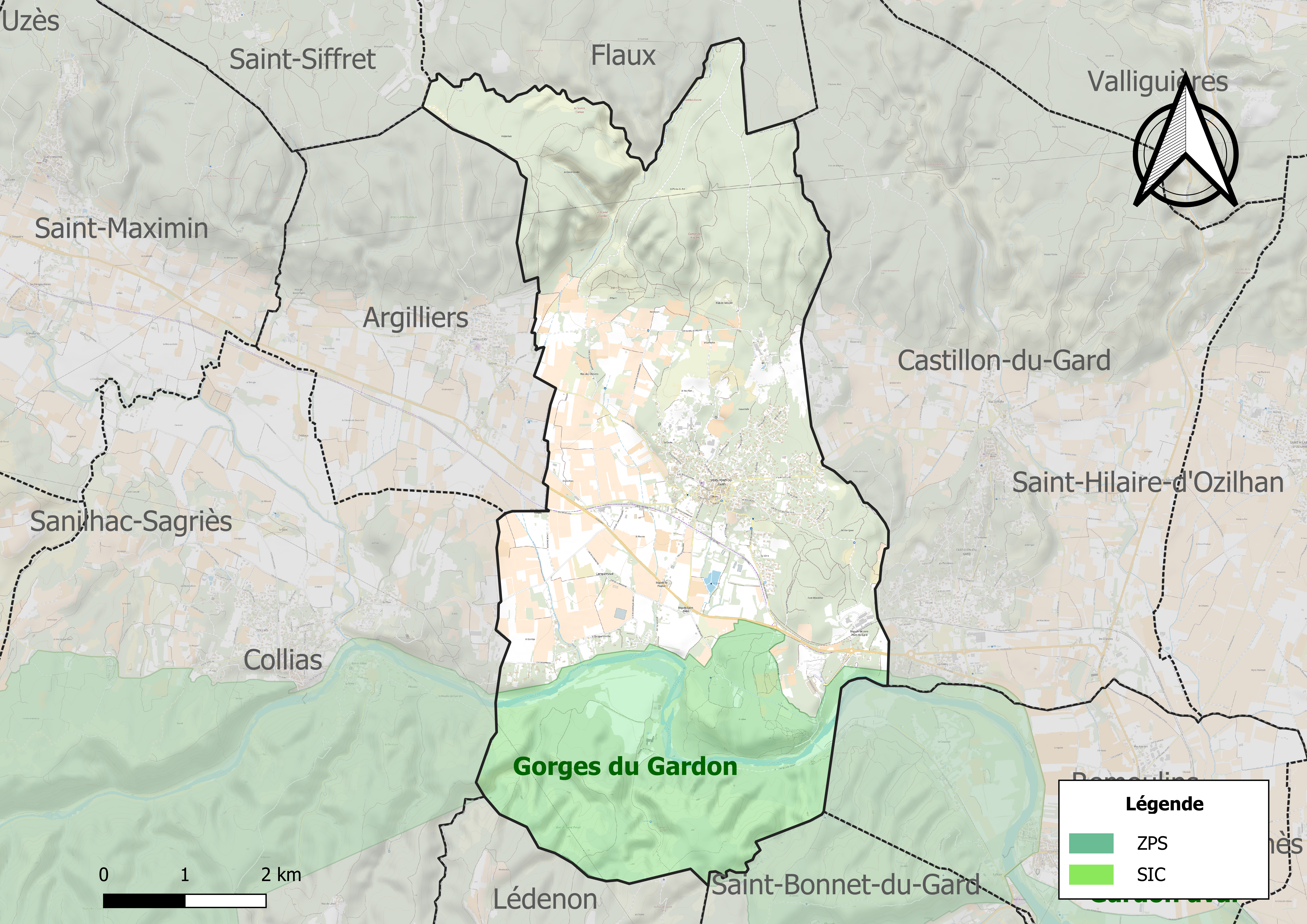
Site Natura 2000 sur le territoire communal.

Le réseau Natura 2000 est un réseau écologique européen de sites naturels d'intérêt écologique élaboré à partir des directives habitats et oiseaux, constitué de zones spéciales de conservation (ZSC) et de zones de protection spéciale (ZPS).
Un site Natura 2000 a été défini sur la commune au titre de la directive habitats :
- « le Gardon et ses gorges », d'une superficie de 7 009 ha, présentant une importante diversité des habitats et des espèces. Les nombreuses grottes permettent d'accueillir une bonne diversité de Chiroptères. Dans les gorges, se trouvent des formations de Chênes verts peu perturbées avec des espèces particulièrement rares (Cyclamen des Baléares)[14]

et un au titre de la directive oiseaux : 
- les « gorges du Gardon », d'une superficie de 7 024 ha, abritant trois espèces de rapaces remarquables, l'Aigle de Bonelli, le Circaète Jean-le-Blanc et le Vautour percnoptère[15].

#### Zones naturelles d'intérêt écologique, faunistique et floristique
L’inventaire des zones naturelles d'intérêt écologique, faunistique et floristique (ZNIEFF) a pour objectif de réaliser une couverture des zones les plus intéressantes sur le plan écologique, essentiellement dans la perspective d’améliorer la connaissance du patrimoine naturel national et de fournir aux différents décideurs un outil d’aide à la prise en compte de l’environnement dans l’aménagement du territoire.
Une ZNIEFF de type 1 est recensée sur la commune :
les « gorges du Gardon » (5 231 ha), couvrant 10 communes du département et une ZNIEFF de type 2, : 
le « plateau Saint-Nicolas » (15 838 ha), couvrant 16 communes du département.

Carte des ZNIEFF de type 1 et 2 à Vers-Pont-du-Gard.
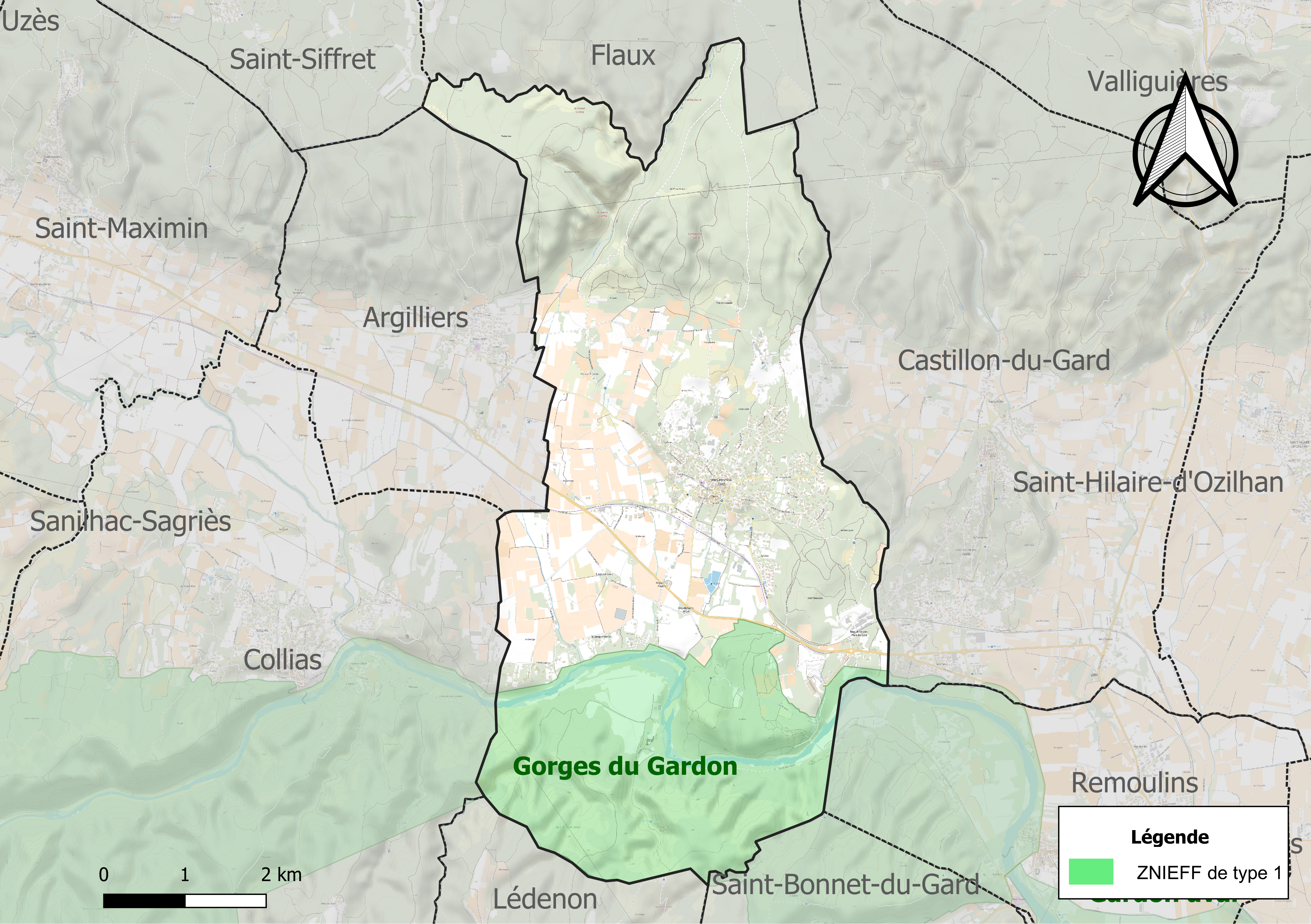
Carte de la ZNIEFF de type 1 sur la commune.
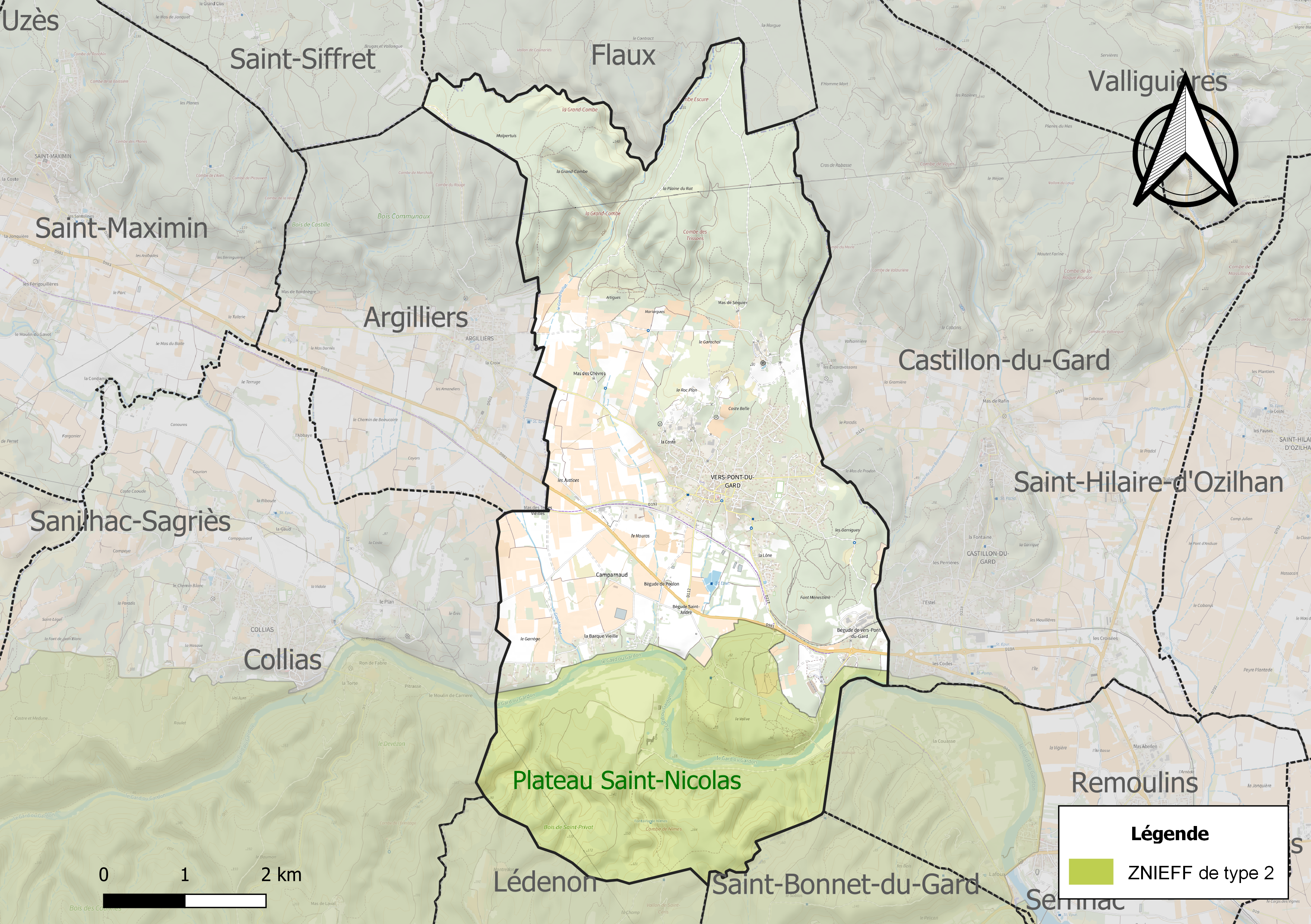
Carte de la ZNIEFF de type 2 sur la commune.

## Urbanisme

### Typologie
Au 1er janvier 2024, Vers-Pont-du-Gard est catégorisée bourg rural, selon la nouvelle grille communale de densité à sept niveaux définie par l'Insee en 2022.
Elle est située hors unité urbaine et hors attraction des villes,.

### Occupation des sols
L'occupation des sols de la commune, telle qu'elle ressort de la base de données européenne d’occupation biophysique des sols Corine Land Cover (CLC), est marquée par l'importance des forêts et milieux semi-naturels (55,9 % en 2018), en diminution par rapport à 1990 (58,7 %). La répartition détaillée en 2018 est la suivante : 
forêts (45,2 %), cultures permanentes (19,3 %), zones agricoles hétérogènes (12,3 %), milieux à végétation arbustive et/ou herbacée (10,7 %), zones urbanisées (7,6 %), mines, décharges et chantiers (3,5 %), zones industrielles ou commerciales et réseaux de communication (1,4 %). L'évolution de l’occupation des sols de la commune et de ses infrastructures peut être observée sur les différentes représentations cartographiques du territoire : la carte de Cassini (XVIIIe siècle), la carte d'état-major (1820-1866) et les cartes ou photos aériennes de l'IGN pour la période actuelle (1950 à aujourd'hui).

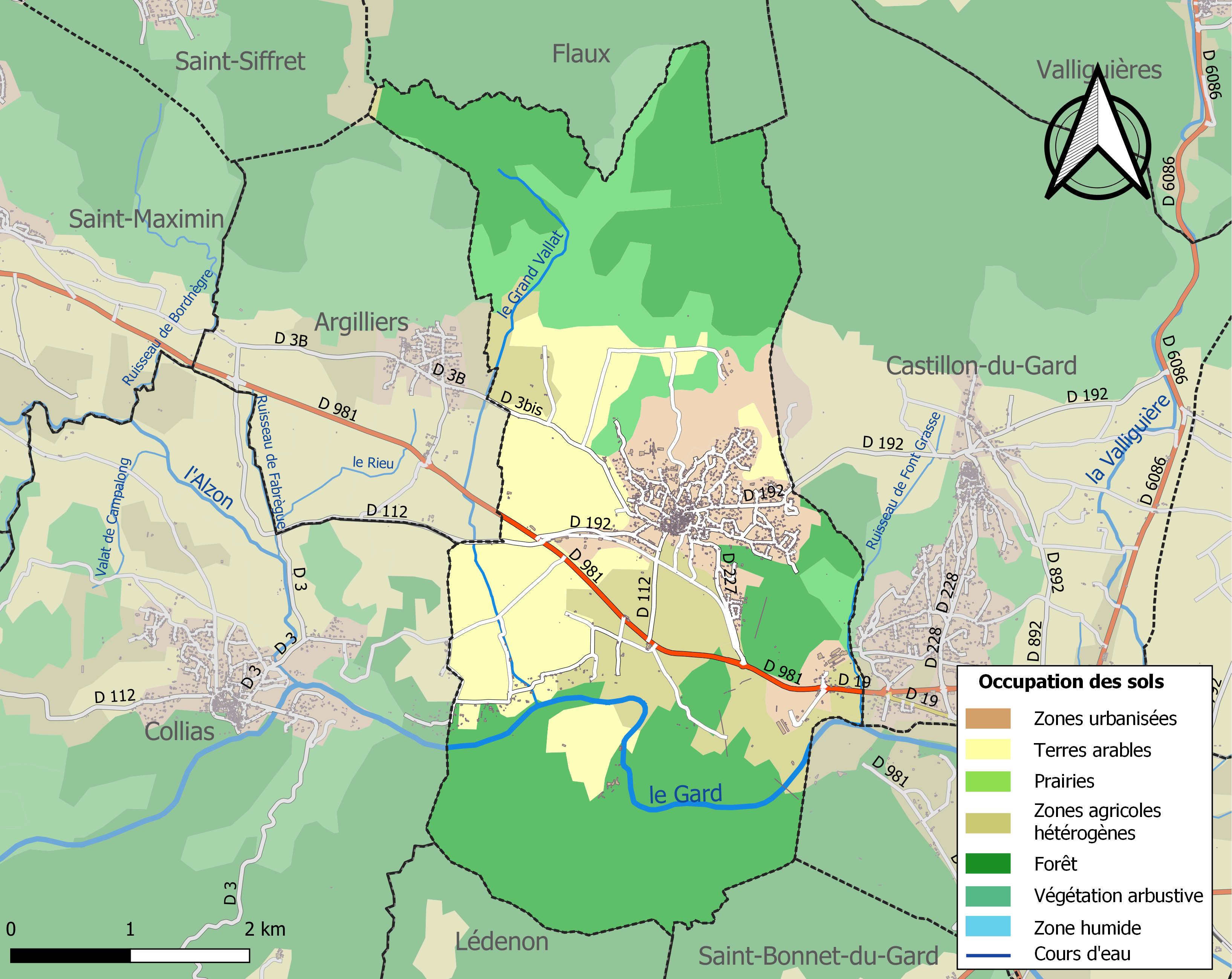
Carte des infrastructures et de l'occupation des sols de la commune en 2018 (CLC).

### Risques majeurs
Le territoire de la commune de Vers-Pont-du-Gard est vulnérable à différents aléas naturels : météorologiques (tempête, orage, neige, grand froid, canicule ou sécheresse), inondations, feux de forêts et séisme (sismicité modérée). Il est également exposé à un risque technologique, la rupture d'un barrage. Un site publié par le BRGM permet d'évaluer simplement et rapidement les risques d'un bien localisé soit par son adresse soit par le numéro de sa parcelle.

#### Risques naturels
Certaines parties du territoire communal sont susceptibles d’être affectées par le risque d’inondation par débordement de cours d'eau et par une crue torrentielle ou à montée rapide de cours d'eau, notamment le Gard. La commune a été reconnue en état de catastrophe naturelle au titre des dommages causés par les inondations et coulées de boue survenues en 1982, 1987, 1988, 1990, 1995, 1998, 2002, 2005 et 2010,.

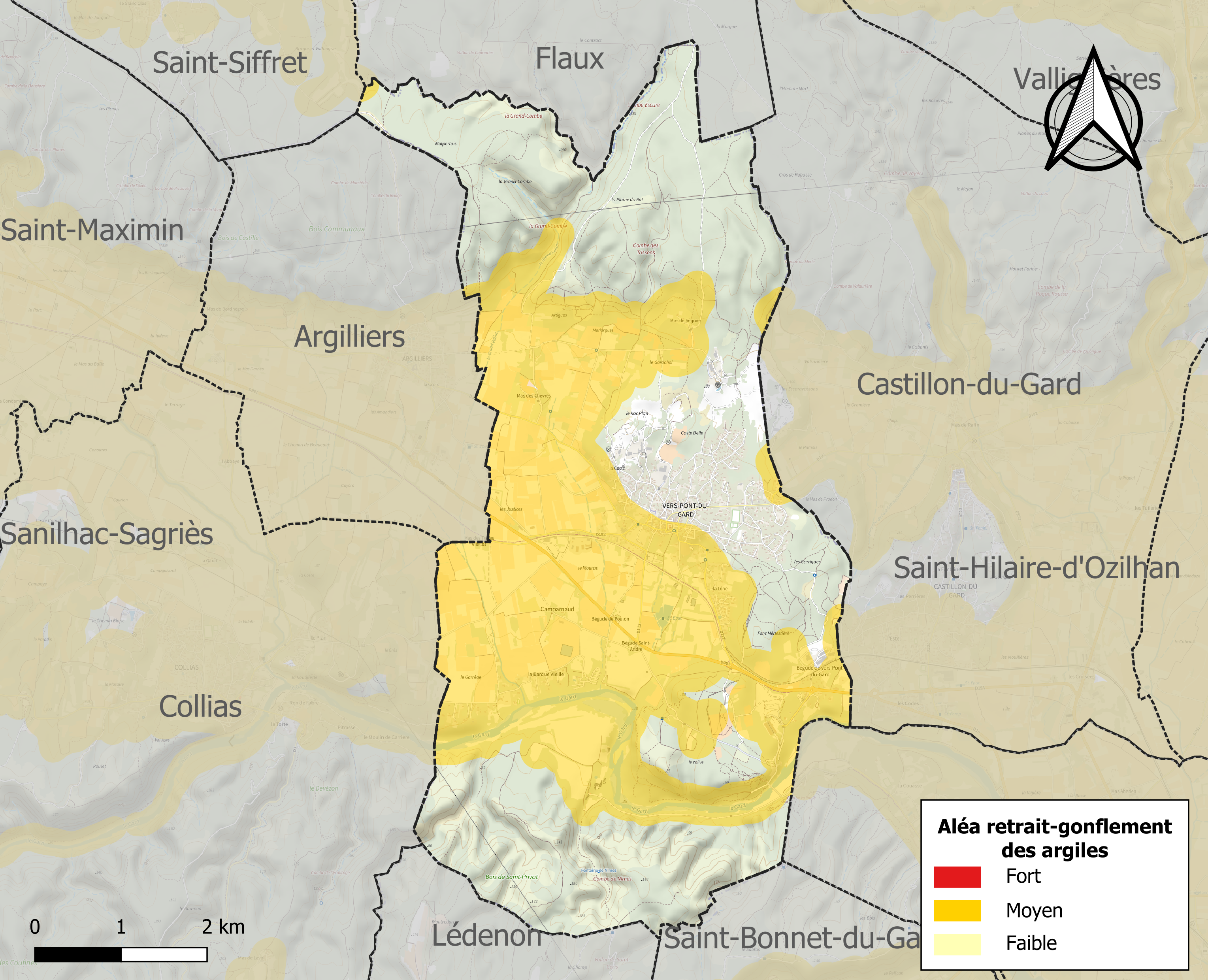
Carte des zones d'aléa retrait-gonflement des sols argileux de Vers-Pont-du-Gard.

Le retrait-gonflement des sols argileux est susceptible d'engendrer des dommages importants aux bâtiments en cas d’alternance de périodes de sécheresse et de pluie. 49,4 % de la superficie communale est en aléa moyen ou fort (67,5 % au niveau départemental et 48,5 % au niveau national). Sur les 934 bâtiments dénombrés sur la commune en 2019, 393 sont en aléa moyen ou fort, soit 42 %, à comparer aux 90 % au niveau départemental et 54 % au niveau national. Une cartographie de l'exposition du territoire national au retrait gonflement des sols argileux est disponible sur le site du BRGM,.
Par ailleurs, afin de mieux appréhender le risque d’affaissement de terrain, l'inventaire national des cavités souterraines permet de localiser celles situées sur la commune.

#### Risques technologiques
La commune est en outre située en aval du barrage de Sainte-Cécile-d'Andorge, un ouvrage de classe A doté d'un PPI. À ce titre elle est susceptible d’être touchée par l’onde de submersion consécutive à la rupture de cet ouvrage.

## Toponymie

### Attestations anciennes
Le nom de la localité est attesté sous les formes Villa de Vers en 1254 ; Ecclesia de Vercio en 1292 ; Pedagium ville de Verssio, cum traversia de Castilione en 1295 ; Vercium en 1384 ; La seigneurie de Vez en 1567 ; Le prieuré Sainct-Pierre de Vers en 1620 ; Saint-Pierre de Vers en 1625 ; Vers en 1637, Vers en 1793 et 1801 ; Vers-Pont-du-Gard depuis 1971.

## Histoire
Vers fut habité dès la Préhistoire.

### L'ère romaine
Au Ier siècle de notre ère, les Romains décidèrent de construire un aqueduc pour apporter l'eau de la Fontaine d'Eure à Uzès jusqu'à Nîmes. Une partie de cet aqueduc passant par l'emplacement actuel du village, les ingénieurs de l'époque décidèrent d'utiliser la pierre calcaire dite "Pierre de Vers" naturellement présente à proximité du chantier. On retrouve donc à quelques pas du Pont du Gard une carrière aujourd'hui désaffectée et plus au nord du village de nombreuses carrières actuellement exploitées dont certaines datent de l'époque romaine.

Dans le village, on peut découvrir l'héritage laissé par nos ancêtres. Outre les carrières encore exploitées ou non, on peut trouver d'anciennes routes romaines à proximité de celles-ci (pour permettre aux chevaux de transporter les pierres) et de nombreux vestiges de l'aqueduc du célèbre Pont du Gard au pont Roupt en passant par le pont de la Lône.

### DuVeauXIIIesiècle
Après l'abandon de l'aqueduc qui subit à partir du Ve siècle pillages de pierres et détournement d'eau, le village connaît peu d'activité jusqu'en 688 avec la décision du duc d'Aquitaine de faire construire un château qu'il plaça sous la protection de l'évêque de Mende, saint Privat.

Au XIe siècle, le village était une forteresse composée de l'église, d'un monastère et de quelques maisons de paysans. Des murs qui, à l'époque entouraient ce complexe ne reste qu'une tour, actuelle tour de l'horloge.

### DuXIVeauXVIIesiècle
Au XIVe siècle (fin des Templiers), Le château de Saint-Privat est vendu à un particulier.

Au XVIe siècle avec l'industrie de la soie, chaque famille versoise possède son métier à tisser et l'agriculture se développe avec l'apparition en Uzège de mûriers et de magnaneries.

### DuXVIIIesiècleauXIXesiècle
Après la Révolution française, Vers alors développé autour de la vigne (implantée en 1780), du blé, de l'olive, de la mûre et de l'amande devient en 1790 le chef-lieu de Canton du district d’Uzès alors composé des communes de Montpezat (Collias), Uzès et Vers.

En 1792, les châteaux uzégeois sont pillés et en 1793, le sort s'acharne sur la région avec des inondations du Gardon qui viennent à bout des récoltes et provoquant une misère générale. Pour couronner cette fabuleuse année, le député de l'Uzège est exécuté à Paris.

La fin du XIXe siècle marque l'arrivée des trois lavoirs (Grand font (1882), Font d'Izière et Misserand) permettant aux villageoises de laver leur linge (ces lavoirs sont toujours utilisables et parfois utilisés) mais également la création des capitelles que l'on peut admirer de nos jours en se promenant dans la garrigue versoise.

### DuXXesiècleà nos jours

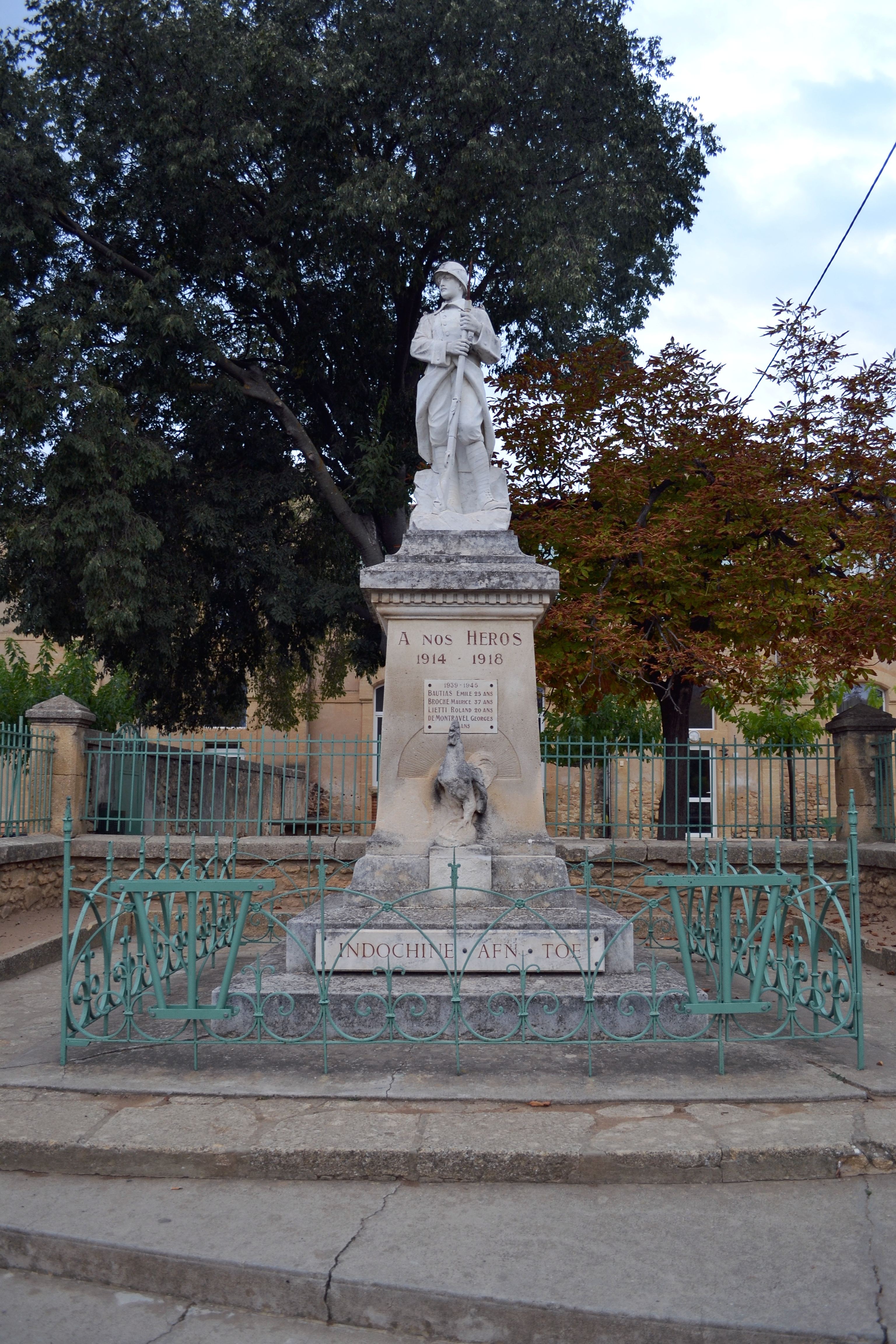
Monument aux morts

En 1912 fut construite l'actuelle école publique du village.
Après la Première Guerre mondiale, un monument aux morts est construit pour honorer la mémoire des enfants du village partis pour toujours au combat.
En 1929, la cave coopérative toujours en service est construite.
En 1942, les Allemands arrivent et s'installent sur le village. Le plus important camp de munitions du midi appelé "Le dépôt" est installé dans la garrigue versoise entre Vers et Castillon-du-Gard.
À la libération d’août 1944, les Allemands prévoient de quitter le village en faisant exploser le dépôt en partant. Cela anéantirait les villages de Vers et de Castillon-du-Gard avec au passage les vestiges romains dont le Pont du Gard. Apprenant la nouvelle, les habitants du village ainsi que son curé, l’abbé Roure confient la sauvegarde du pays à Notre-Dame-du-Gardon. Par chance, les Allemands abandonnèrent le projet et le village fut sauvé. Certains racontent que c'est un général allemand qui ayant entendu parler du joyau qu'est le pont du Gard a convaincu son supérieur de le laisser sain et sauf, d'autres pensèrent au miracle. Des munitions sont toujours visibles dans la garrigue et une statue de Notre-Dame-du-Gardon a été édifiée au nord-est du village ainsi qu'une autre dans l'église versoise.
Vers devient Vers-Pont-du-Gard le 12 août 1971 par arrêté au journal officiel.
Par la suite, la vie versoise ne fut rythmée que par quelques crues du Gardon dont la mémorable du 9 septembre 2002 où la rivière arriva aux portes de la commune. De plus lors de cet évènement, les eaux ruisselèrent dans le village ce qui créa une forte inondation accentuée par les fortes pentes du village.

## Politique et administration

### Découpage territorial

#### Circonscriptions administratives
La commune fait partie du canton de Redessan.

### Élections municipales et communautaires

#### Liste des maires
| Période                                  | Période   | Identité            | Étiquette      | Qualité                         |
| ---------------------------------------- | --------- | ------------------- | -------------- | ------------------------------- |
|                                          |           | Albert Ode          |                | Propriétaire Conseiller général |
| mars 1965                                | mars 2001 | Lucienne Taulelle   | PRG            | Agricultrice                    |
| mars 2001                                | mars 2008 | Jean-Clément Termoz |                |                                 |
| mars 2008                                | mars 2014 | Marc Poulon         | UDF puis MoDem | Agriculteur                     |
| mars 2014                                | En cours  | Olivier Sauzet      | DVD (ex-UMP)   | Cadre                           |
| Les données manquantes sont à compléter. |           |                     |                |                                 |

### Jumelages
La commune est jumelée avec :
| Ville | Ville                 | Pays | Pays   |
| ----- | --------------------- | ---- | ------ |
|       | Palézieux             |      | Suisse |
|       | Santa Vittoria d'Alba |      | Italie |

## Population et société

### Démographie
L'évolution du nombre d'habitants est connue à travers les recensements de la population effectués dans la commune depuis 1793. Pour les communes de moins de 10 000 habitants, une enquête de recensement portant sur toute la population est réalisée tous les cinq ans, les populations de référence des années intermédiaires étant quant à elles estimées par interpolation ou extrapolation. Pour la commune, le premier recensement exhaustif entrant dans le cadre du nouveau dispositif a été réalisé en 2004.

En 2022, la commune comptait 1 758 habitants, en évolution de −6,49 % par rapport à 2016 (Gard : +2,97 %, France hors Mayotte : +2,11 %).
| 1793 | 1800 | 1806 | 1821 | 1831 | 1836 | 1841 | 1846 | 1856 |
| ---- | ---- | ---- | ---- | ---- | ---- | ---- | ---- | ---- |
| 760  | 751  | 787  | 840  | 906  | 947  | 921  | 943  | 897  |

| 1861 | 1866 | 1872 | 1876 | 1881 | 1886 | 1891 | 1896 | 1901 |
| ---- | ---- | ---- | ---- | ---- | ---- | ---- | ---- | ---- |
| 948  | 945  | 897  | 873  | 807  | 727  | 726  | 733  | 716  |

| 1906 | 1911 | 1921 | 1926 | 1931 | 1936 | 1946 | 1954 | 1962 |
| ---- | ---- | ---- | ---- | ---- | ---- | ---- | ---- | ---- |
| 688  | 649  | 547  | 540  | 549  | 558  | 694  | 566  | 603  |

| 1968 | 1975 | 1982 | 1990  | 1999  | 2004  | 2006  | 2009  | 2014  |
| ---- | ---- | ---- | ----- | ----- | ----- | ----- | ----- | ----- |
| 644  | 739  | 924  | 1 110 | 1 322 | 1 509 | 1 566 | 1 696 | 1 859 |

| 2019  | 2022  | - | - | - | - | - | - | - |
| ----- | ----- | - | - | - | - | - | - | - |
| 1 794 | 1 758 | - | - | - | - | - | - | - |

## Économie

### Revenus
En 2018  (données Insee publiées en septembre 2021), la commune compte 775 ménages fiscaux, regroupant 1 804 personnes. La médiane du revenu disponible par unité de consommation est de 21 800 € (20 020 € dans le département).

### Emploi
|                | 2008   | 2013   | 2018  |
| -------------- | ------ | ------ | ----- |
| Commune        | 7,3 %  | 10,3 % | 9,9 % |
| Département    | 10,6 % | 12 %   | 12 %  |
| France entière | 8,3 %  | 10 %   | 10 %  |

En 2018, la population âgée de 15 à 64 ans s'élève à 1 093 personnes, parmi lesquelles on compte 77 % d'actifs (67,1 % ayant un emploi et 9,9 % de chômeurs) et 23 % d'inactifs,. Depuis 2008, le taux de chômage communal (au sens du recensement) des 15-64 ans est inférieur à celui de la France et du département.
La commune est hors attraction des villes,. Elle compte 440 emplois en 2018, contre 443 en 2013 et 421 en 2008. Le nombre d'actifs ayant un emploi résidant dans la commune est de 754, soit un indicateur de concentration d'emploi de 58,4 % et un taux d'activité parmi les 15 ans ou plus de 57,2 %.
Sur ces 754 actifs de 15 ans ou plus ayant un emploi, 211 travaillent dans la commune, soit 28 % des habitants. Pour se rendre au travail, 86,9 % des habitants utilisent un véhicule personnel ou de fonction à quatre roues, 1,6 % les transports en commun, 5,6 % s'y rendent en deux-roues, à vélo ou à pied et 5,8 % n'ont pas besoin de transport (travail au domicile).

### Activités hors agriculture

#### Secteurs d'activités
203 établissements sont implantés  à Vers-Pont-du-Gard au 31 décembre 2019. Le tableau ci-dessous en détaille le nombre par secteur d'activité et compare les ratios avec ceux du département,.
| Secteur d'activité                                                                                        | Commune | Commune | Département |
| Secteur d'activité                                                                                        | Nombre  | %       | %           |
| --- | ------- | ------- | ----------- |
| Ensemble                                                                                                  | 203     | 100 %   | (100 %)     |
| Industrie manufacturière, industries extractives et autres                                                | 21      | 10,3 %  | (7,9 %)     |
| Construction                                                                                              | 30      | 14,8 %  | (15,5 %)    |
| Commerce de gros et de détail, transports, hébergement et restauration                                    | 65      | 32 %    | (30 %)      |
| Information et communication                                                                              | 4       | 2 %     | (2,2 %)     |
| Activités financières et d'assurance                                                                      | 1       | 0,5 %   | (3 %)       |
| Activités immobilières                                                                                    | 10      | 4,9 %   | (4,1 %)     |
| Activités spécialisées, scientifiques et techniques et activités de services administratifs et de soutien | 27      | 13,3 %  | (14,9 %)    |
| Administration publique, enseignement, santé humaine et action sociale                                    | 22      | 10,8 %  | (13,5 %)    |
| Autres activités de services                                                                              | 23      | 11,3 %  | (8,8 %)     |

Le secteur du commerce de gros et de détail, des transports, de l'hébergement et de la restauration est prépondérant sur la commune puisqu'il représente 32 % du nombre total d'établissements de la commune (65 sur les 203 entreprises implantées  à Vers-Pont-du-Gard), contre 30 % au niveau départemental.

#### Entreprises et commerces
Les cinq entreprises ayant leur siège social sur le territoire communal qui génèrent le plus de chiffre d'affaires en 2020 sont : 
- Lib Industries, fabrication d'éléments en béton pour la construction (35 342 k€) ;
- Domaine Des Gorges Du Gardon, terrains de camping et parcs pour caravanes ou véhicules de loisirs (1 022 k€) ;
- Uzes Batireve, travaux de maçonnerie générale et gros œuvre de bâtiment (388 k€) ;
- Perchey Outre-Mer Corp., autres intermédiaires du commerce en produits divers (218 k€) ;
- SASU Movida, conseil pour les affaires et autres conseils de gestion (86 k€).

### Agriculture
La commune est dans les Garrigues, une petite région agricole occupant le centre du département du Gard. En 2020, l'orientation technico-économique de l'agriculture  sur la commune est la viticulture. 
|               | 1988 | 2000 | 2010 | 2020 |
| ------------- | ---- | ---- | ---- | ---- |
| Exploitations | 38   | 25   | 23   | 22   |
| SAU (ha)      | 344  | 316  | 270  | 337  |

Le nombre d'exploitations agricoles en activité et ayant leur siège dans la commune est passé de 38 lors du recensement agricole de 1988  à 25 en 2000 puis à 23 en 2010 et enfin à 22 en 2020, soit une baisse de 42 % en 32 ans. Le même mouvement est observé à l'échelle du département qui a perdu pendant cette période 61 % de ses exploitations,. La surface agricole utilisée sur la commune a également diminué, passant de 344 ha en 1988 à 337 ha en 2020. Parallèlement la surface agricole utilisée moyenne par exploitation a augmenté, passant de 9 à 15 ha.

## Culture locale et patrimoine

### Lieux et monuments

#### Monuments historiques
La commune est riche de six monuments historiques :
- Le pont du Gard et l'aqueduc romain de Nîmes, datant du milieu du Ier siècle. Le pont du Gard fait l’objet d’un classement au titre des monuments historiques depuis 1840, le tronçon de l'aqueduc romain de Nîmes, lieuxdits Pont-Rou et Font Menestière, fait l’objet d’une inscription depuis le 5 février 1987 et les vestiges archéologiques de l'aqueduc et les parcelles traversées ou bordées par son tracé font l’objet d’une inscription depuis le 31 décembre 1997[40] ;
- L'ancienne chapelle Saint-Pierre, datant du XIIe siècle[41]. L'édifice fait l’objet d’un classement au titre des monuments historiques depuis le 19 mars 1992[42] ;
- la grotte de Balauzière au lieu-dit du domaine Saint-Privat, datant de la Préhistoire. Ce site fait l'objet d'un classement au titre des monuments historiques depuis le 27 juin 1958[43] ;
- Le château de Vers,  chemin de Saint Pierre, dans le village, existe toujours au milieu d'un vaste parc au sud du village. Il a été la propriété de la famille Drôme qui possédait la seigneurie de Vers, puis est cédé  aux de Ferrand jusqu'à la Révolution. Le château appartient ensuite aux Coulon et aux Pallegeay.
- le château du domaine de Saint-Privat. Le château, à l'exception des pièces classées, fait l'objet d'une inscription au titre des monuments historiques depuis le par arrêté du 1er septembre 1992, dans le château, les trois pièces décorées de boiseries, le salon des échos, la salle des gardes, le salon de la Paix (ou salon des quatre cheminées), la chapelle, avec son décor, l'enclos muré situé derrière la chapelle, l'avant-parc avec les douves, le parc ou terrasse haute avec les douves, les murs de soutènement ainsi que le bassin et l'ensemble de la statuaire, le jardin ou terrasse basse avec sa porte d'entrée dite porte des fleurs, les murs de soutènement, la statuaire ainsi que l'orangerie et le nymphée, le moulin et son bief, la ferme fortifée, l'ancienne magnanerie accolée à un bâtiment de logements dit l'ancienne métairie et la serre située face au potager, ainsi que le potager, la glacière et le sol de l'ensemble des parcelles du domaine font l’objet d’un classement au titre des monuments historiques depuis le 17 février 1995[44] ;
- la carrière de l'Estel Sud, datant du XVIIIe siècle. Ce site fait l’objet d’une inscription au titre des monuments historiques depuis le 7 mai 1998[45] ;
- l'abri préhistorique de la Salpétrière, datant de la Préhistoire. Ce site fait l'objet d'un classement au titre des monuments historiques depuis le 19 juin 1931[46].

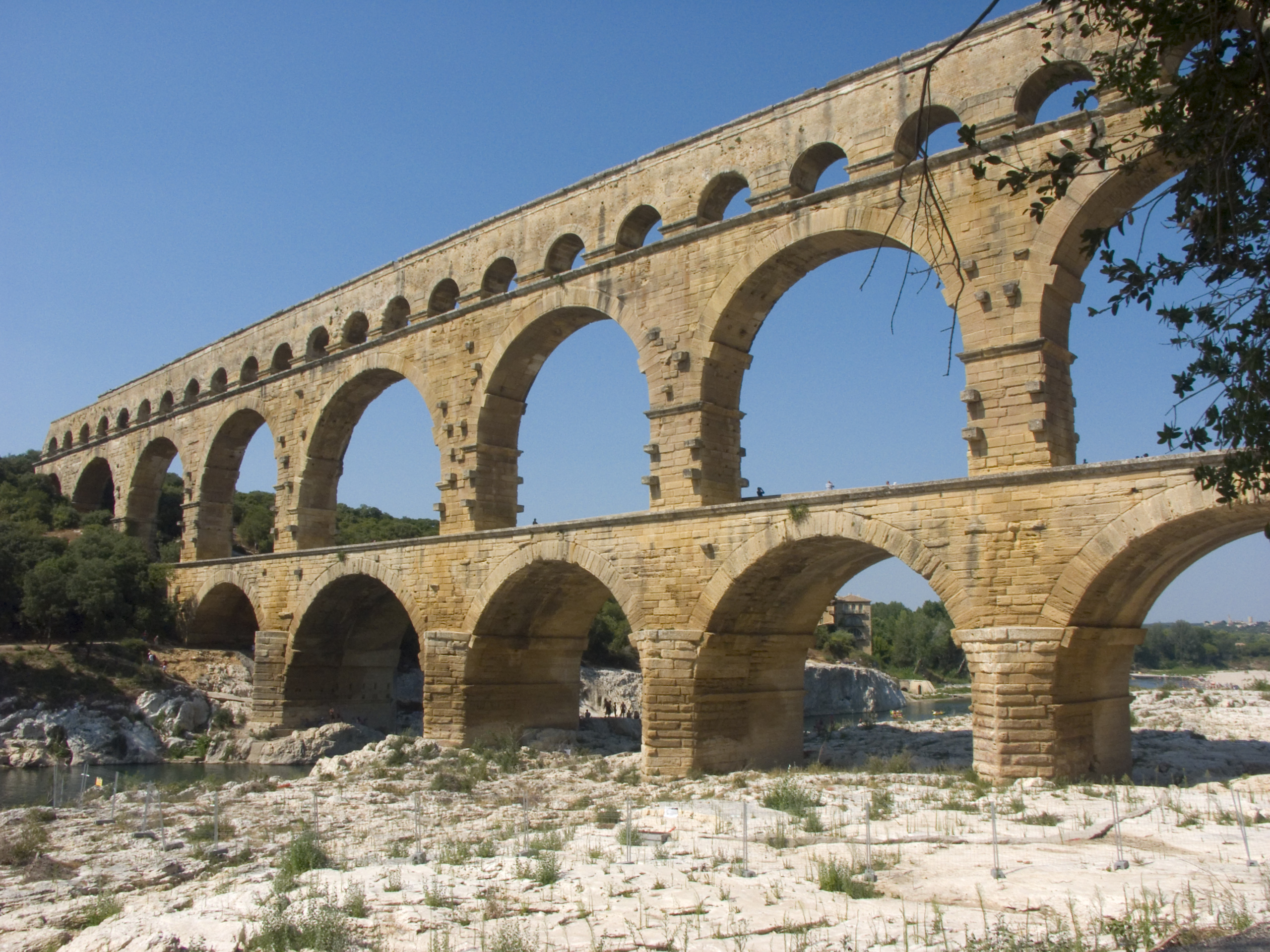
Le pont du Gard.
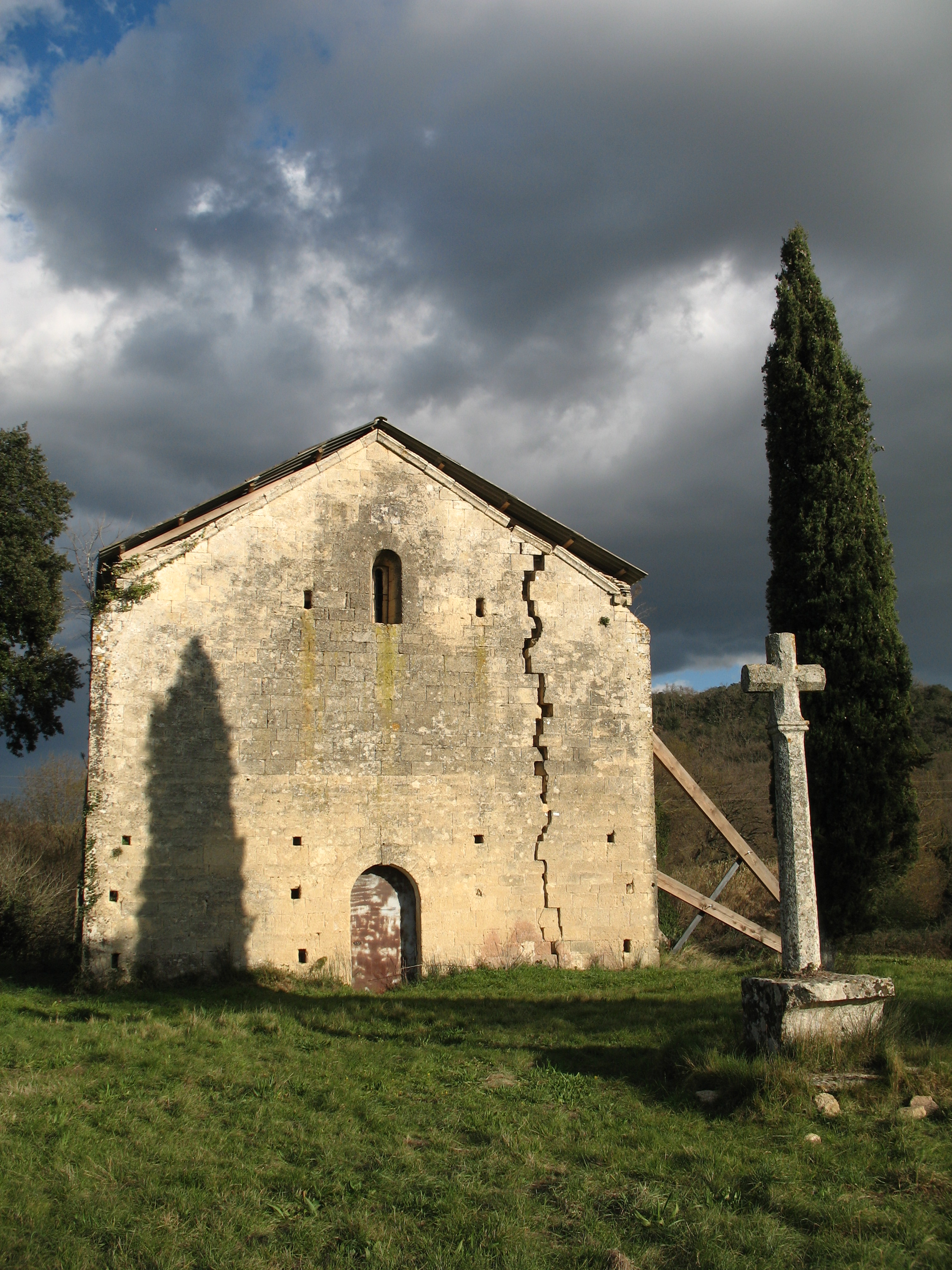
La chapelle Saint-Pierre.

#### Autres lieux et monuments
- Les carrières et routes romaines.
- Les trois lavoirs : Grand font (1882), Font d'Izière et Misserand (ainsi que la « fontaine aux grenouilles »).
- Le château de Font d'izière.
- La tour de l'horloge.
- Les croix dans le village.
- Les capitelles dans la garrigue.
- La maison de la pierre, vitrine des carrières.
- La noria située à la limite avec la commune d'Argilliers permettant auparavant aux agriculteurs d'irriguer les champs.
- L'église Saint-Pierre de Vers, ses peintures classées et son clocher récemment rénové.

### Personnalités liées à la commune
- Jules-Marie-Henri de Faret de Fournès (1752-1826), militaire et homme politique né et décédé au château de Saint-Privat, député de la noblesse aux États généraux de 1789.

### Héraldique
| Blason de Vers-Pont-du-Gard | Blason  | D'azur au pal losangé d'or et de gueules.        |
| Blason de Vers-Pont-du-Gard | Détails | Le statut officiel du blason reste à déterminer. |